# Headcoats Down!
Headcoats Down! è il primo album in studio dei Thee Headcoats, pubblicato nel 1989 dalla Hangnam Records, etichetta discografica di Billy Childish. L'album vebbe ripubblicato in formato CD nel 2001 dalla Damaged Goods.

## Tracce
Lato A
1. Smile Now
2. Please Little Baby (Billy Childish)
3. You're Looking Fine
4. In Your Hand (Billy Childish)
5. Child's Death Letter (Billy Childish)
6. I'll Make You Mine (Billy Childish)

Lato B
1. Headcoat and the Mortar-Board (Billy Childish, Bruce Brand)
2. Wily Coyote (Billy Childish)
3. Let Me Touch (Billy Childish)
4. I'm the Doctor (Billy Childish)
5. John the Revelator (Billy Childish, Son House)
6. Young Blood (Billy Childish)

## Formazione
- John Agnew: basso
- Allan Crockford
- Billy Childish
- Bruce Brand